# Porphyrinia grattissima
Porphyrinia grattissima là một loài bướm đêm trong họ Noctuidae.